# Patrick Esume
Patrick „Coach“ Esume (* 3. Februar 1974 in Hamburg) ist ein ehemaliger deutscher American-Football-Spieler und -Trainer. Er war Kommentator bei ranNFL und ist seit 2023 Kommentator bei Football-Übertragungen auf RTL; sowie Commissioner der European League of Football.

## Leben
Patrick Esume ist der Sohn eines in den 1960er Jahren aus Nigeria eingewanderten Studenten und einer gebürtigen Hamburgerin und ist das älteste von drei Geschwistern. Er wurde im Elim-Krankenhaus im Hamburger Stadtteil Eimsbüttel geboren und wuchs in der Nähe des Altonaer Fischmarkts auf. Laut seiner Autobiografie fühlt sich Esume als Deutscher. Er wuchs zweisprachig auf und lernte in seiner Kindheit sowohl Deutsch als auch Englisch, was ihm in seiner späteren beruflichen Laufbahn zugutekam. Nach der Grundschule besuchte er das Wilhelm-Gymnasium am Klosterstieg. Er absolvierte das Abitur, zog im Alter von 18 Jahren in seine erste eigene Wohnung und begann eine Ausbildung zum Heilpädagogen.
Der Sport spielte schon in seiner Kindheit eine prägende Rolle. Jahrelang spielte Esume Fußball bei Union 03 Altona, bevor er 1992 zum American Football wechselte. Seit 2012 ist Esume Vater. Mit seiner Frau Anna hat er inzwischen zwei Töchter.

## Karriere

### Spielerkarriere
Seine Spielerkarriere begann Esume 1992 auf der Position des Safety und Cornerback bei den Hamburg Silver Eagles. Er wechselte 1995 zu den Hamburg Blue Devils, mit denen er dreimal in den German Bowl einzog und ihn 1996 gewann. Den Eurobowl gewannen sie dreimal (1996–1998). 1999 wechselte er zu den Hamburg Wild Huskies, 2000 kehrte er für seine letzte Saison zu den Blue Devils zurück.

### Trainerkarriere
Seine ersten Trainererfahrungen sammelte er 1999 bei den Hamburg Wild Huskies. 2002 ging er zu Frankfurt Galaxy, mit denen er 2003 den World Bowl gewann. 2005 wechselte er zu den Hamburg Sea Devils, wo er als Runningback- und Special-Teams-Trainer arbeitete. 2006 erhielt er ein NFL Minority Coaching Fellowship bei den Oakland Raiders, was ihm eine Stelle als Positionstrainer während des Trainingscamps sicherte. 2007 gewann er mit den Sea Devils den World Bowl. Im selben Jahr erhielt er erneut ein Fellowship, diesmal bei den Cleveland Browns. Nach einer erfolgreichen Saison 2009 als Head Coach bei den La Courneuve Flash, mit welchen er französischer Meister wurde, wurde er Head Coach der Kiel Baltic Hurricanes. Mit ihnen gewann er 2010 den German Bowl und 2014 die European Football League. Trotz dieses Erfolges trennten sich die Hurricanes am 7. Oktober 2014 von Esume. Am 5. Dezember 2014 wurde er zum Head Coach der französischen American-Football-Nationalmannschaft ernannt. Im November 2015 wurde er Assistenztrainer des designierten Head Coaches Denauld Brown bei den Hamburg Huskies und übernahm im März 2016 nach dem Scheitern der Verpflichtung Browns weitgehend dessen Aufgaben, bis er im November 2016 den Verein wieder verließ.
Unter anderem trainierte er als Athletik-Trainer den WBA-Weltmeister Ruslan Chagayev und die schwedische Box-Weltmeisterin Maria Lindberg. 2017 konnte er als Head Coach der französischen American-Football-Nationalmannschaft bei den World Games triumphieren. Im Finale setzte sich sein Team mit 14:6 gegen Deutschland durch. 2018 führte er Frankreich durch einen 28:14-Sieg im Finale der American-Football-Europameisterschaft in Finnland zum Titelgewinn. Im Juni 2019 trat Esume von seinem Amt als französischer Nationaltrainer zurück.
Die Elmshorn Fighting Pirates verpflichteten Esume ab dem Jahr 2020 als Trainer der Defense, meldeten aber zur Erstliga-Saison 2021 das Team wegen der unsicheren finanziellen Lage aufgrund der Coronavirus-Pandemie ab.
Ende Februar 2020 begann Esume beim Fußball-Zweitligisten Hamburger SV unter dem Cheftrainer Dieter Hecking eine Hospitation. Der Kontakt kam über den Sportvorstand Jonas Boldt zustande, der Esume während seiner Tätigkeit bei Bayer 04 Leverkusen kennengelernt hatte. Die Zusammenarbeit lief bis zum Ende der Saison 2019/20.

### Karriere als Moderator
Ab 2015 arbeitete er als Experte und Kommentator für ran Football und ab September 2018 als Moderator beim Action-Experiment Hart. Härter. Höllencamp. Das Extrem-Experiment mit Patrick Esume. Esume moderierte außerdem die im September 2018 gestartete Sendung Showdown – Die Wüsten-Challenge, in der sich entweder acht Frauen oder Männer paarweise im K.-o.-Rundensystem duellierten. Die Gewinnerin bzw. der Gewinner konnte in einem Showdown genannten Sportparcours 10.000 Euro gewinnen – bei zeitlichem Unterbieten der Ergebnisse der Gewinnerinnen bzw. Gewinner der anderen Folgen der Sendung sogar mehr. Bei ProSieben wurde Esume im April 2019 Moderator der Samstagabend-Show Superhero Germany.
Zusammen mit Björn Werner betreibt er den zweimal pro Woche erscheinenden Football-Podcast Football Bromance.
Nach dem Super Bowl LVII gab Patrick Esume am 13. Februar 2023 sein Karriereende als TV-Moderator bekannt. In der am selben Tag erschienenen Podcast-Folge schränkte er die Aussage allerdings ein: Stand jetzt sei seine Karriere im TV vorbei, eine Rückkehr aber möglich.
Im Mai 2023 kündigte der für die Übertragung der NFL berechtigte TV-Sender RTL an, dass Esume gemeinsam mit unter anderen Björn Werner sowie Frank Buschmann die Berichterstattung ab der Saison 2023 übernehmen wird.

### Weitere Tätigkeiten

Logo der ELF

Im September 2017 erschien Esumes Buch Believe the Hype, das er zusammen mit dem Sportjournalisten Björn Jensen beim Verlag Edel Books veröffentlichte.
2019 und 2021 trat er als Teilnehmer in der TV-Spielshow Joko & Klaas gegen ProSieben auf und gewann jedes Spiel.
2020 trat Esume in der Sendung Schlag den Star auf und verlor gegen Tim Wiese.
Am 4. November 2020 stellte Esume als Hauptinitiator die European League of Football vor. Er wurde erster Commissioner der neu gegründeten American-Football-Liga. An diesem Projekt hat er eigenen Angaben zufolge bereits mehrere Jahre gearbeitet, die Liga startete im Juni 2021 in ihre erste Spielzeit. Ende Juli 2025 gab er bekannt, zum Ende der Saison 2025 als Commissioner der ELF zurückzutreten.
Mit der Marke „Coach Esume“ gründete er sein eigenes Modelabel.
1986 stand er als Kinderschauspieler in der Großstadtrevier-Folge Speedy vor der Kamera.
In der im März 2024 erschienenen Serie Das Signal spielte er eine Komparsenrolle als Polizist.

## Werke
- Patrick Esume: Believe the Hype! American Football: Mehr als nur ein Spiel. Hrsg.: Stefan Weikert. Edel Books, 2017, ISBN 978-3-8419-0555-0.